# Sociedade das Divinas Vocações
A Sociedade Divinas Vocações (SDV) (em latim: Societas Divinarum Vocationum) é uma congregação religiosa clerical, de direito pontifício, cujos membros são conhecidos popularmente por Vocacionistas. Foi fundada pelo padre Justino Maria Russolillo (1891-1955), na Itália, em 18 de outubro de 1920. A casa-mãe vocacionista (Vocacionário Deus Charitas) se encontra na cidade de Nápoles (no bairro de Pianura), na Itália. Os Vocacionistas adicionam a sigla SDV após o nome para indicar o pertencimento ao Instituto. 

## Descrição
Os Padres Vocacionistas têm como carisma principal “identificar e fomentar as vocações ao sacerdócio e à vida religiosa, especialmente entre os menos privilegiados”.  Os vocacionistas trabalham nos Vocacionários (considerados como sua obra mais característica e campo de ação mais especial e primário), paróquias, escolas e missões. Atualmente, a Sociedade das Divinas Vocações em seu espírito missionário serve ao povo de Deus na Itália, Brasil, EUA, Argentina, Nigéria, Filipinas, Índia, Madagascar, Colômbia, Equador, Indonésia, Reino Unido e Chile.
A Sociedade das Divinas Vocações é um instituto religioso de direito pontifício. Eles vivem em comunidades e professam os três conselhos evangélicos de Pobreza, Castidade e Obediência enquanto se especializam na Obra da Vocação. Os Padres Vocacionistas acreditam ser especialmente chamados por Deus como especialistas vocacionais, conselheiros e parteiras na Igreja. Seu trabalho é ajudar as pessoas a discernir adequadamente e responder ao chamado de Deus em suas vidas.
Pela realidade de seu carisma vocacional, um “vocacionista”, nome que lhe foi dado por seu fundador, Pe. Giustino Russolillo, cunhado da palavra “Vocação”, é aquele que tem um amor excepcional pela vocação, aquele que é especialista no atendimento vocacional, aquele que dedica sua vida às vocações e aquele que está comprometido com o trabalho e a oração. vocações. De acordo com o pe. Giustino, outros institutos religiosos esperam pelas vocações e as acolhem, enquanto os vocacionistas, pessoal e propositalmente, saem em busca delas, especialmente por meio de suas escolas catequéticas e outros apostolados. Em outras palavras, suas atividades são altamente voltadas para questões vocacionais e em todos, seu objetivo imediato, embora não seja o objetivo, é ver as pessoas sendo guiadas a discernir adequadamente suas vocações e sendo ajudadas a realizá-las, respondendo adequadamente ao chamado de Deus em a vida deles. Seu objetivo final é ajudar todos a alcançar a União Divina com a Santíssima Trindade por meio da santificação universal de todas as almas.

## No Brasil
Em 18 de abril de 1950, pela primeira vez a congregação iria transpor as fronteiras italianas e chegar a outros lugares: depois de serem abençoados pelo fundador, Pe.Justino Russolillo, partiam para o Brasil os três primeiros missionários vocacionistas: Irmão Prisco, Pe. Hugo Fraraccio e o Pe. Franco Torromacco. Embarcaram no porto de Nápoles, com destino a Salvador onde chegaram no dia 13 de maio seguinte. Vinham a convite do então Arcebispo de São Salvador da Bahia e Primaz do Brasil, Dom Augusto Álvaro da Silva, o qual tinha ido pessoalmente à Itália pedir ao Pe. Justino religiosos vocacionistas para a sua grande arquidiocese. Naquela época, a Arquidiocese de Salvador atingia quase a metade do Estado da Bahia.
Chegando em Salvador, ficaram hospedados no Seminário Central da Bahia. Aos 2 de julho, foram transferidos para a Igreja da Lapinha, no bairro da Lapinha, em Salvador, assumindo a animação da Paróquia de São Cosme e São Damião que, naquela época, compreendia uma enorme extensão territorial, incluindo vários bairros da periferia da capital baiana.
Aos poucos os Vocacionistas foram se expandindo e hoje encontram-se presentes em cinco dioceses do Brasil: Salvador, Feira de Santana e Vitória da Conquista (Bahia); Rio de Janeiro e Aracaju (Sergipe).

## Lista de padres gerais
1. Pe. Justino Russolillo, SDV (18.10.1920-27.3.1945);
2. Fei Serafino Cuomo, OFM (27.3.1945-10.4.1947);
3. Pe. Justino Russolillo, SDV (10.4.1947-2.8.1955);
4. Pe. Giovanni Galasso, SDV (11.10.1958-2.8.1976);
5. Pe. Raffaele Castiglione, SDV (2.8.1976-15.8.1988);
6. Pe. Giacomo Capraro, SDV (15.8.1988-14.7.1994);
7. Pe. Raffaele Castiglione, SDV (14.7.1994-29.7.2000);
8. Pe. Ludovico Caputo, SDV (29.7.2000-30.6.2012);
9. Pe. Antonio Rafael do Nascimento, SDV (30.6.2012- 20.08.2024)
10. Pe. Ciro Sarnataro, SDV (20.08.2024...)